# Język dawera-daweloor
Język dawera-daweloor, także davelor – język austronezyjski używany w prowincji Moluki w Indonezji. Według danych z 2007 r. posługuje się nim 1270 osób.
Jego użytkownicy zamieszkują sześć wsi na niewielkich wyspach Dawera i Daweloor (w grupie wysp Barat Daya), na północny wschód od Babar. Stwierdzono jedynie drobne różnice dialektalne. Jest blisko spokrewniony z językami dai i babar północnym.
Jest używany w kontaktach domowych, w obrębie lokalnej społeczności i w sferze religijnej. Niemniej według Ethnologue jego znajomość jest w zaniku, ze względu na presję malajskiego. Społeczność posługuje się także lokalnym malajskim oraz indonezyjskim.
Nie wykształcił piśmiennictwa.